# Tyrolean Airways
Tyrolean Airways, denominazione commerciale di Tiroler Luftfahrt GmbH & Co. KG, è stata una compagnia aerea costituita ad Innsbruck e, successivamente, una divisione regionale di Austrian Airlines. È stata la principale compagnia regionale della nazione con una rete di voli interni ed internazionali da e per gli aeroporti austriaci. La di armamento era situata nell'aeroporto di Innsbruck-Kranebitten ma il fulcro delle attività divenne l'aeroporto di Vienna-Schwechat.

## Storia
La società fu fondata nel 1978 da Gernot Langes-Swarovski e Christian Schwemberger-Swarovski quale divisione "ala fissa" di Aircraft Innsbruck. Assunse il nome Tyrolean Airways il 1º aprile 1980 quando iniziarono i servizi regolari con i robusti quadriturbina De Havilland Canada DHC 7. A tal proposito fu l'unica compagnia aerea ad effettuare voli regolari con questo aereo verso l'impegnativo aeroporto di Courchevel (Francia) a quota 2.006 metri.
Le attività incontrarono il favore del pubblico e, a metà degli anni '80, la rete dei servizi si dipanava da Innsbruck verso tre scali interni e tre all'estero: Francoforte, Venezia (stagionale), Zurigo. Frequenti i voli charter verso destinazioni vacanziere in tutti i mesi estivi (in Italia Brindisi e Isola d'Elba).
La società riconfermava la propria fiducia alle realizzazioni di De Havilland Canada ordinando i primi esemplari del DHC 8 (sarà utilizzata tanto la serie 100 che la 300). Alla fine del decennio l'insieme delle attività regolari e di quelle a domanda era di tutto rispetto. Francia, Spagna, Italia, Svizzera, Germania (23% dei voli), Olanda, Danimarca, Croazia, Grecia erano nazioni visitate dai velivoli dell'aerolinea, sia con voli di linea che ad hoc.

Logo Austrian Arrows, utilizzato tra il 2003 ed il 2012.

Ormai i tempi erano maturi per l'adozione di velivoli, sempre della categoria "regionale", ma propulsi da motori a turbina. Nel settembre 1995 era stipulato un contratto per l'acquisto dei primi quattro Bombardier CRJ da consegnarsi nel corso dell'anno seguente. Era anche giunto il momento dell'unione, quasi naturale, con un'aerolinea di maggiori dimensioni: nel marzo 1998 Austrian Airlines diventva azionista di maggioranza. Questo evento si ripercuoteva anche sulla composizione della flotta: la società di bandiera trasferiva all'affiliata anche i biturbina Fokker 50 e gli aviogetti Fokker 70.
Nel settembre 2003 fu adottato il marchio Austrian Arrows con relativo cambio della colorazione degli aerei. Le operazioni continuarono ad essere comunque effettuate indipendentemente dalla base di Innsbruck. Assieme ad Austrian e Lauda Air formava Austrian Airlines Group, con 130 destinazioni in 66 paesi, e aderiva a Star Alliance.
Nel luglio 2012 Tyrolean Airways rilevò tutte le operazioni di Austrian Airlines, inglobando circa 2.900 dipendenti tra piloti ed assistenti di volo, oltre a tutti gli aeromobili di Austrian Airlines Group. Era la formalizzazione del programma di salvataggio della compagnia di bandiera austriaca, per mantenere in essere destinazioni regionali, internazionali ed intercontinentali. Ovviamente si trattava di un programma di riduzione dei costi del Gruppo che si presentava semplicemente come "Austrian" mentre scompariva il marchio Austrian Arrows e veniva ripristinato quello Tyrolean Airways.

Ma quanto sopra era solo un ulteriore passaggio verso un destiono che ormai aleggiava nell'aria: il 31 marzo 2015 Tyrolean Airways fu di nuovo inglobata in Austrian Airlines.

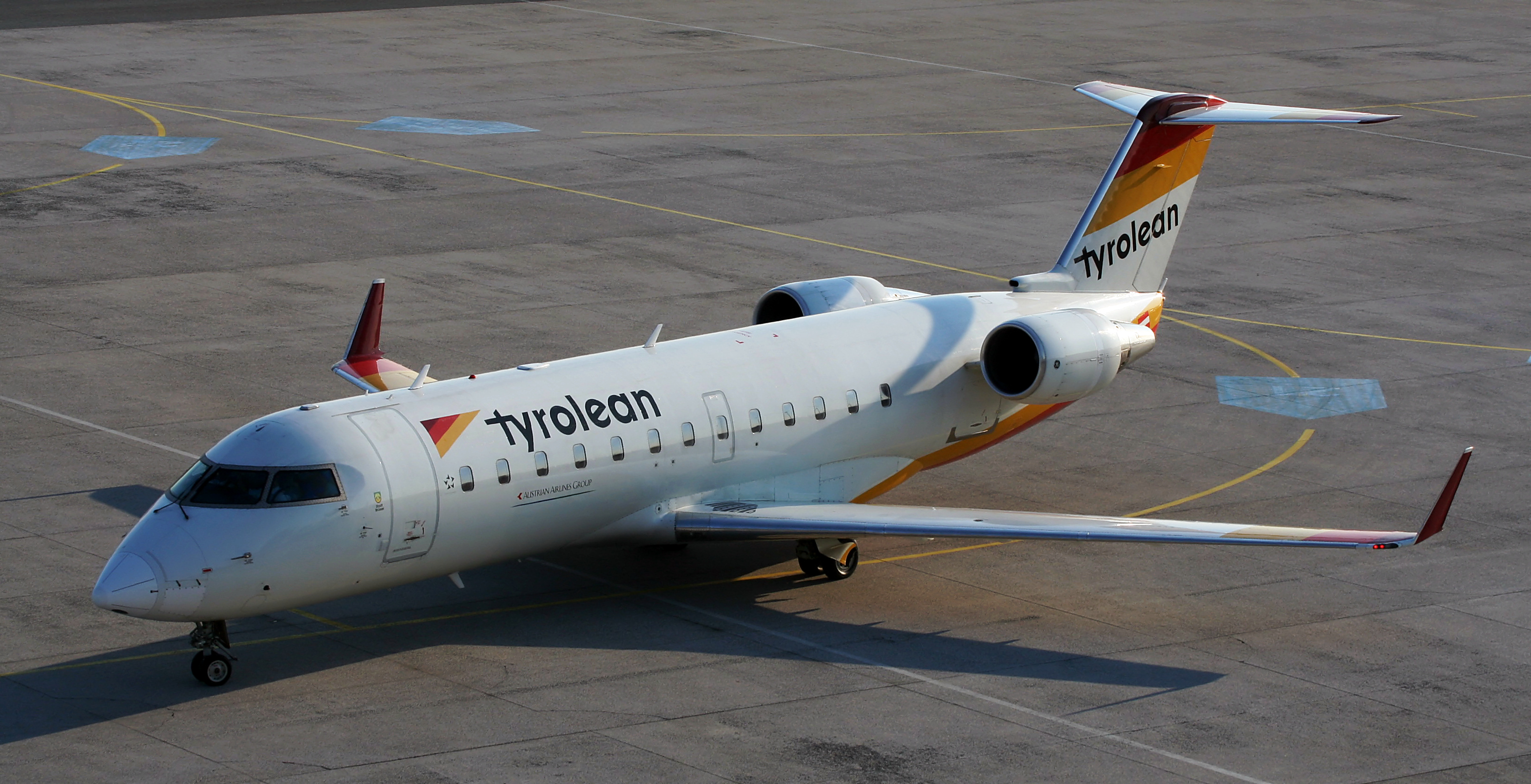
Un CRJ200LR con livrea Tyrolean a Graz

## Flotta

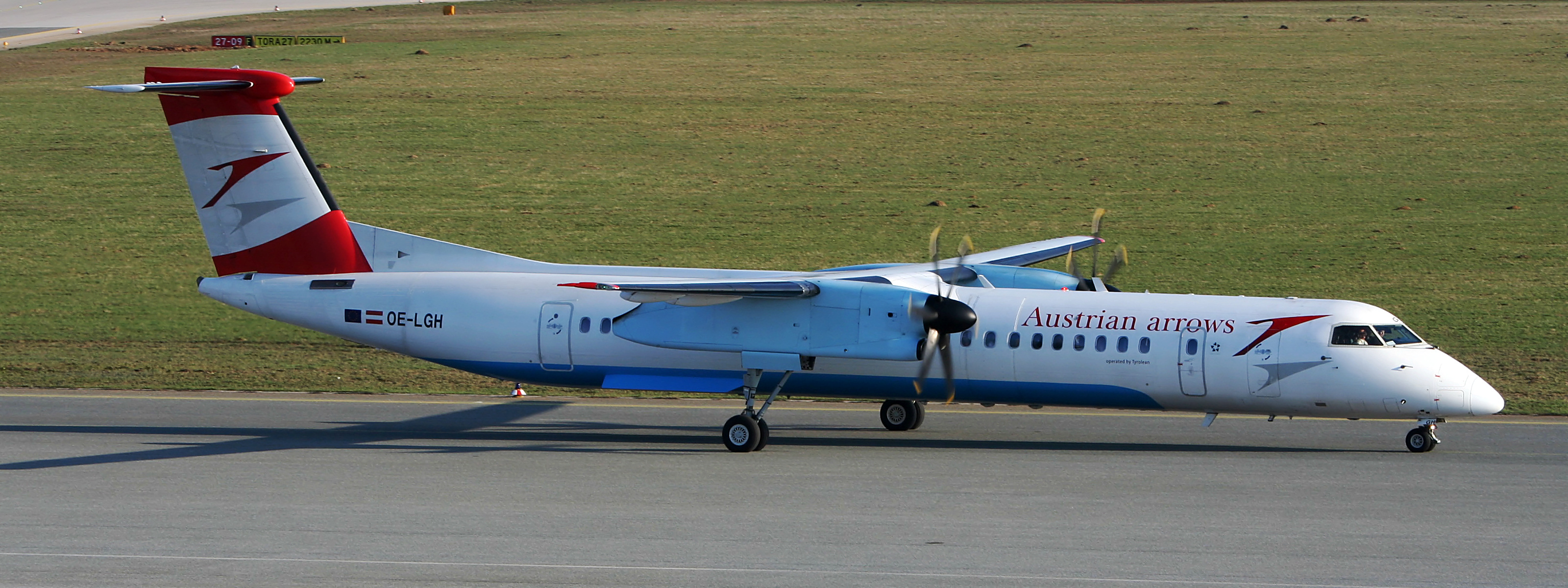
Dash 8-Q400 nei colori Austrian Arrows a Linz

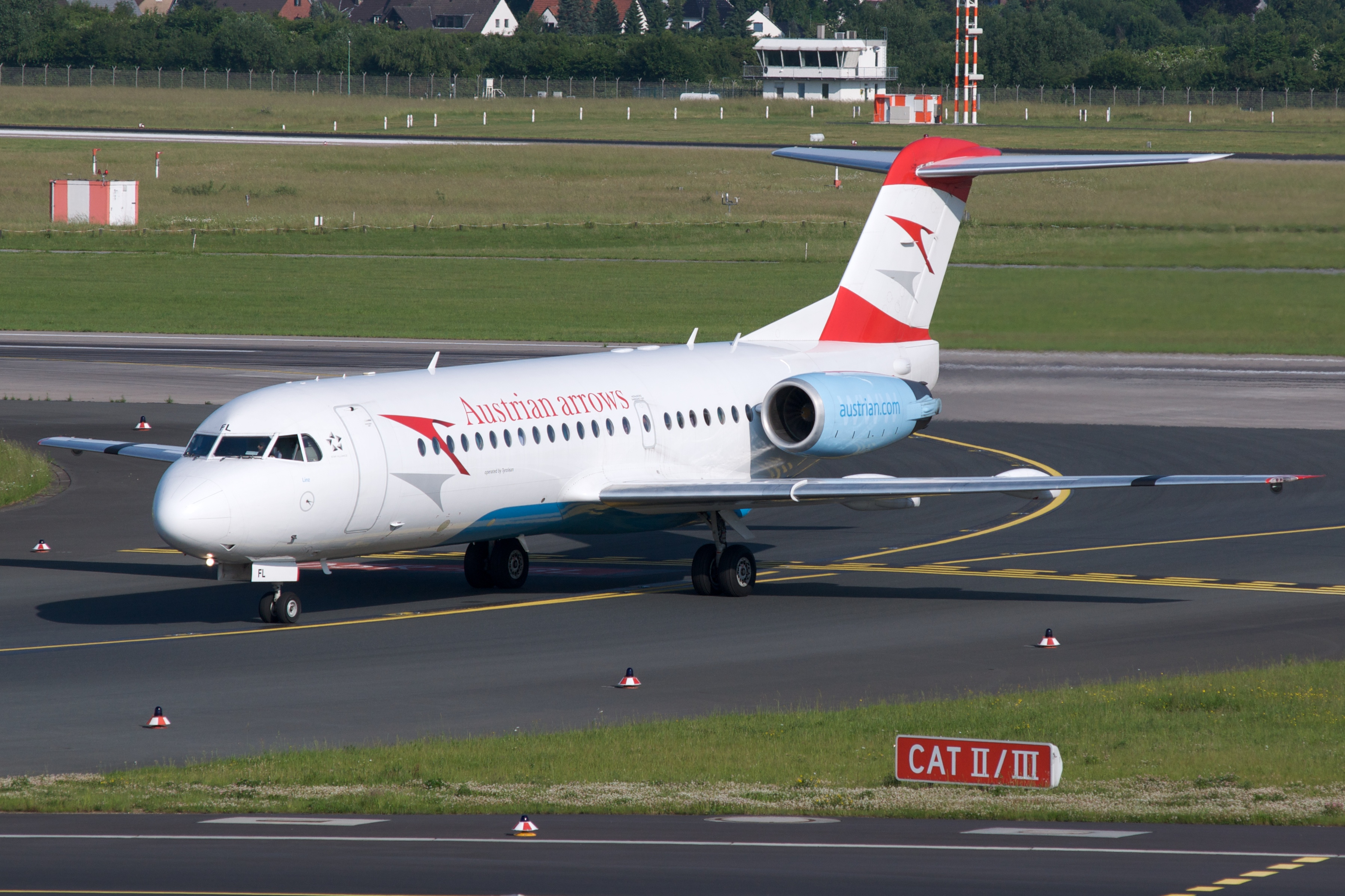
Fokker 70 nei colori Austrian Arrows

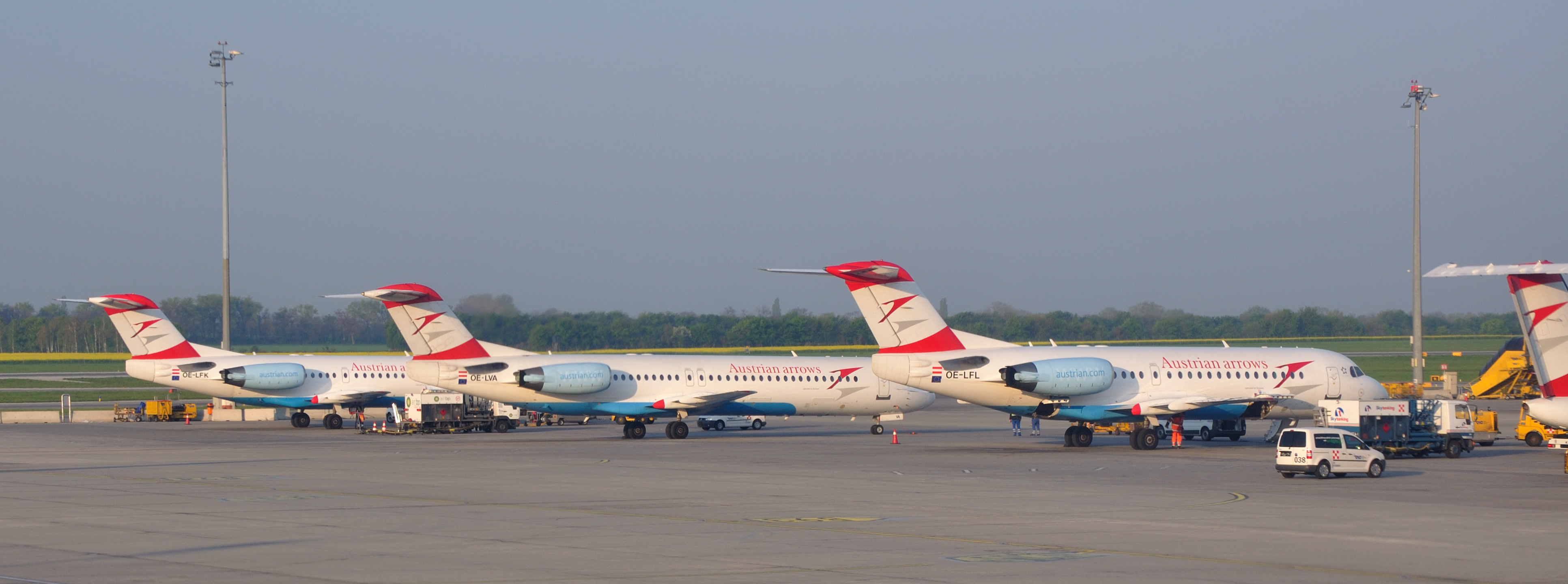
Fokker 70 e Fokker 100 nei colori Austrian Arrows in sosta nell'aeroporto di Vienna

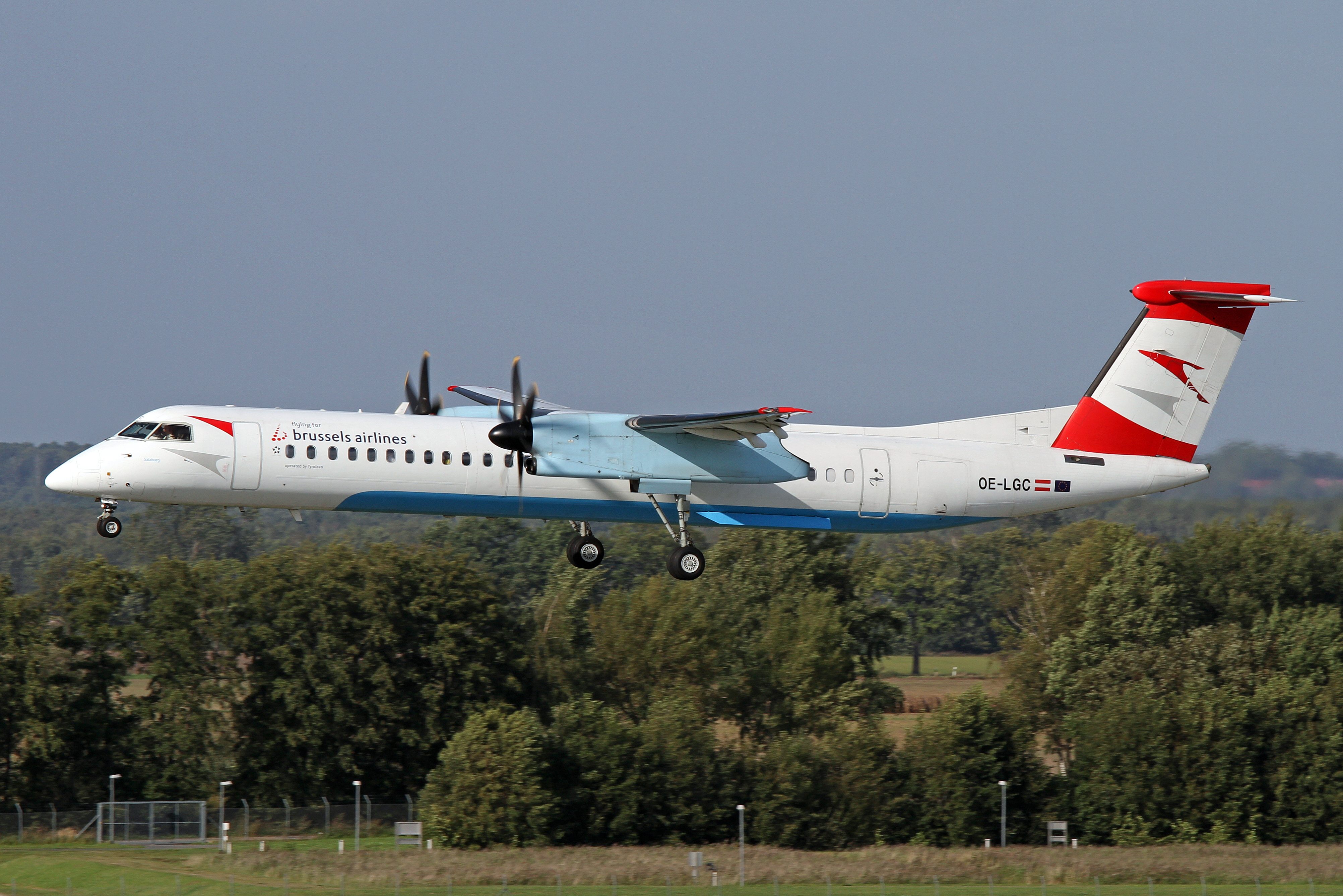
Il Bombardier Q400 che era in leasing a Brussels Airlines

La flotta della Tyrolean Airways (trasferita alla Austrian Airlines nel 2015) includeva i seguenti velivoli (in data dicembre 2013):
Tutti gli aeromobili furono operati con il semplice marchio Austrian.

### Flotta storica
| Aereo                          | Introdotto | Ritirato | Note                          |
| ------------------------------ | ---------- | -------- | ----------------------------- |
| Airbus A319-100                | 2012       | —        | Ricevuto da Austrian Airlines |
| Airbus A320-200                | 2012       | —        | Ricevuto da Austrian Airlines |
| Airbus A321-100                | 2012       | —        | Ricevuto da Austrian Airlines |
| Airbus A321-200                | 2012       | —        | Ricevuto da Austrian Airlines |
| Boeing 737-800                 | 2012       | 2013     | Ricevuto da Austrian Airlines |
| Boeing 767-300ER               | 2012       | —        | Ricevuto da Austrian Airlines |
| Boeing 777-200ER               | 2012       | —        | Ricevuto da Austrian Airlines |
| Bombardier CRJ100/200          | 1996       | 2010     |                               |
| Bombardier Q400                | 2000       | —        |                               |
| de Havilland Canada Dash 7     | 1980       | 1999     |                               |
| de Havilland Canada Dash 8-100 | 1987       | 2003     |                               |
| de Havilland Canada Dash 8-300 | 1991       | 2011     |                               |
| Embraer ERJ 145                | 2002       | 2003     |                               |
| Fokker F50                     | 1988       | 1996     |                               |
| Fokker F70                     | 1995       | 2017     |                               |
| Fokker F100                    | 2004       | 2017     |                               |